# SBOBET
SBOBETは国際的に展開する英国のオンラインブックメーカーである。SBOBETのウェブサイトはフィリピンのライセンスとマン島のライセンスに則って運営を行っている。SBOBETはアジア・ヨーロッパの主要国での市場を拡大しており、人気スポーツのベッティング（賭け）、オンラインカジノ、競馬等のサービスを提供している。ウェブサイトは日本語に対応しており、その他多様の言語での表示も可能となっている。
2009年の2月にSBOBETがマン島で初のライセンスを受けたオンラインブックメーカー運営会社となった。

## スポンサーシップ
SBOBETは2012-2013年シーズン、プレミアリーグに加盟するウェストハム・ユナイテッドFCのスポンサーを務めた。その他には2010-2011年に同じくプレミアリーグに加盟するカーディフ･シティのスポンサーを務め、シンガポールで開かれたサッカーフォーラムのスポンサー務めた経歴も持っている。2009年の10月にプレミアリーグの代表者達が、若い世代に対してギャンブルの悪影響を及ぼすであろうという懸念からSBOBETのカーディフ･シティに対するスポンサー契約を打ち切り、Ty Hafan Children's Hospiceという小児支援企業に取って代わられた 。
2013年8月、SBOBETのオペレーターであるセルトン・マンクスは2013-2014年シーズンに向けたアジアベッティングパートナーシップ協定をプレミアリーグの5つのチーム（スウォンジー･シティ、サウサンプトン、ウェストハム・ユナイテッドFC、ハル･シティ、ノリッジ･シティ）と結んだと発表した。

## 受賞
eGaming Review Magazineによって年に一度開催されるのEGR授賞式ではSBOBETが2009･2010年に2年連続で年間最優秀アジアンオペレーター賞を受賞し、顧客に対して良好なサービスを提供していることが証明された。同社が毎年発表する「 最も影響力のあるオペレーター50社ランキング（Power 50 companies）」においても15位(2013年)にランクインしている。

## 議論
2008年10月、SBOBETはプレミアリーグ決勝戦（ノリッジ･シティvsダービー・カウンティー）での八百長疑惑が浮上したことから、全ての証拠・データの提出を求められた。それに対して、SBOBETは過度な要求であり、顧客情報守秘義務に反するとし、要求には応じない姿勢を示した。結果としては2-1でダービー・カウンティーが勝利を収め、サッカー協会は八百長であったとの証拠を見つけることはできなかった。
2009年9月24日には、2つのブルガリの報道局が「SBOBETはLevski vs CSKA Sofiaとの試合での八百長疑惑を関与した」と、確証のない記事を掲載した。その後、同報道メディアは記事を訂正し、SBOBETはその八百長疑惑の試合には関与しておらず、誤報であったことを報じ、SBOBETに対して謝罪した。
2009年10月、プレミアリーグの代表者達はユース世代のサッカーの試合に対してもライブ・ベッティングを行いそれを運営している188betとSBOBETを強く批判した。若い世代の活動の場をクリーンに保つためにそういった若い世代の試合に対するギャンブルの露出は控えるべきとしたためだ。その後、両ライブ・ベッティング会社はユース世代のライブ・ベッティング行為を一時停止し、プレミアリーグやプロフェッショナルのサッカーゲーム関連にマーケットを絞る意向を示した。
2014年10月、シンガポール議会がインターネット、電話、対話型テレビ、ラジオ、その他の通信機器を含むリモートギャンブルを全面的に禁止とするリモートギャンブル法案を可決した。この法案は個々のギャンブラー、進行役、ランナー、オペレーターに有効となる。この新しい法案は2015年2月2日から施行される。SBOBETは賭け事が違法とされている国からのベットを受理しないことを明確にしている。シンガポールIPアドレスからの新しいアカウントは受け入れされず、サインアップページにはシンガポールがドロップダウンリストから撤去されている。この新しい法案によりシンガポールのアカウントは2015年2月1日から閉鎖され、2015年2月12日からはSBOBETへのアクセスがブロックされた。